# Predrag Vranicki
Predrag Vranicki (* 21. Januar 1922 in Benkovac, Kroatien; † 31. Januar 2002) war ein jugoslawischer Universitätsprofessor, Philosoph und Autor.
Der Autor entstammte dem Kreis der Praxis-Gruppe und ist somit als Vertreter eines gegenüber der sowjetischen Orthodoxie eigenständigen und spezifisch jugoslawischen Marxismus anzusehen.

## Leben
Vranicki absolvierte ein Studium der Philosophie in Zagreb und promovierte an der Universität Belgrad. Während des Zweiten Weltkriegs kämpfte er als Partisan auf Seite der Jugoslawischen Volksbefreiungsarmee gegen die Nationalsozialisten. Ab 1947 war er Assistent, ab 1952 Dozent, ab 1956 Professor der Philosophie an der Universität Zagreb, weiterhin Redaktionsmitglied der 1965 gegründeten regimekritischen Zeitschrift „Praxis“. Von 1966 bis 1968 war er Vorsitzender der Jugoslawischen Gesellschaft für Philosophie. 1973 wurde er Mitglied der Jugoslawischen Akademie der Wissenschaften und Künste.
Vranicki vertrat im Sinne der Praxis-Gruppe die These einer möglichen Vielfalt humanistischer, marxistischer Philosophien und kritisierte das stalinistische Konzept des Marxismus als autoritär und dogmatisch.
Sein zweibändiges Werk Geschichte des Marxismus (Zagreb 1961) stellt ein bedeutendes Standardwerk zur Theoriegeschichte des Marxismus dar.

## Werk (Auswahl)
- Prilozi problematici društvenih nauka (Beilagen zur Problematik der Gesellschaftswissenschaften), Zagreb 1951.
- O problemu općeg, posebnog i pojedinačnog kod klasika marksizma (Über das Problem des Allgemeinen, Besonderen und Einzelnen bei den Klassikern des Marxismus), Zagreb 1952.
- Misaoni razvitak Karla Marxa (Die gedankliche Entwicklung Karl Marx’), Zagreb 1953.
- Filozofske studije i kritike (Philosophische Studien und Kritiken), Zagreb 1957.
- Historija marksizma (Geschichte des Marxismus), Zagreb 1961/1971. Dt. Ausgabe: Geschichte des Marxismus, 2 Bde., Suhrkamp, Frankfurt/M. 1972, 1974; übersetzt von Stanislava Rummel und Vjekoslava Wiedmann.
- Čovjek i historija (Mensch und Geschichte), Sarajevo 1966.